# Boris Sádecký
Boris Sádecký (* 20. April 1997 in Trenčín; † 3. November 2021 in Dornbirn, Österreich) war ein slowakischer Eishockeyspieler. Er spielte für HC Slovan Bratislava in der Kontinentalen Hockey-Liga (KHL), die slowakische U20-Nationalmannschaft und den HK Dukla Trenčín in der Extraliga sowie die Bratislava Capitals in der ICE Hockey League (ICEHL).

## Karriere
Nachdem Boris Sádecký seine Karriere in seiner Heimatstadt beim HK Dukla Trenčín begonnen hatte, sammelte er seine erste Erfahrung im Männerbereich in der Saison 2014/15 in der slowakischen U18-Nationalmannschaft, die in der 1. Liga spielte. Zur nächsten Saison stieg er in die slowakische U20-Nationalmannschaft auf, die in der Extraliga spielte. In der Saison 2016/17 lief er zu Beginn erneut für die slowakische U20-Nationalmannschaft in der Extraliga auf. Während der Saison schloss er sich aber dem slowakischen KHL-Klub HC Slovan Bratislava an und absolvierte in der KHL-Saison 2016/17 insgesamt vier Spiele. Daneben war er für seinen Heimatverein HK Dukla Trenčín in der Extraliga aktiv und absolvierte 15 Spiele. Sowohl mit Bratislava als auch mit Trenčín verpasste er in den jeweiligen Ligen jeweils die Playoffs. Trenčín musste sogar in der Abstiegsrunde antreten, wo man sich aber den Ligaverbleib sichern konnte. 
In der Saison 2017/18 lief Boris Sádecký erneut für den HC Slovan Bratislava in der Kontinentalen Hockey-Liga (KHL) und für den HK Dukla Trenčín in der Extraliga auf. Während er mit Slovan Bratislava erneut die Teilnahme an den Playoffs verpasste, konnte er sich mit Dukla Trenčín als Tabellendritter für die Playoffs qualifizieren. Dort erreichte man das Finale und musste sich im Best-of-Seven-Modus nach sieben Spielen dem HC 05 Banská Bystrica geschlagen geben. In der darauffolgenden Saison war Boris Sádecký nur noch für Dukla Trenčín in der Extraliga aktiv. Mit seiner Mannschaft qualifizierte er sich als Sechster erneut für die Playoffs. Dort mussten sie sich aber bereits im Viertelfinale der Mannschaft des HK Nitra geschlagen geben. 
In der Saison 2019/20 belegte Boris Sádecký mit seiner Mannschaft nach der Hauptrunde den sechsten Platz. Während er zweiten Phase der Saison wurde die Saison am 11. März 2020 aufgrund der COVID-19-Pandemie vorzeitig abgebrochen. In der darauffolgenden Saison belegte er mit seiner Mannschaft in der Hauptrunde den siebten Platz und qualifizierte sich für die Pre-Playoffs, wo man im Best-of-Five-Modus mit 3:1 den HC 05 Banská Bystrica schlug und sich die Teilnahme an den Playoffs sicherte. In den Playoffs schied man dann im Viertelfinale gegen den HK Dukla Michalovce aus dem Wettbewerb aus. Zur Saison 2021/22 wechselte er zum slowakischen Verein Bratislava Capitals, welche seit 2020 in der ICE Hockey League (ICEHL) spielten. 

### International
Für den Slovenský zväz ľadového hokeja lief Boris Sádecký im Jugend- und Juniorenbereich für die U17-, U18- und U20-Nationalmannschaft auf. Er nahm für die slowakische U18-Nationalmannschaft unter anderem am Ivan Hlinka Memorial Tournament 2014 teil und war dort ein alternativer Kapitän der Mannschaft. In der Gruppenphase unterlag man allen Gegnern und spielte somit in der Platzierungsrunde nur um den siebten Platz. In diesen Spiel traf man auf Russland und unterlag mit 5:2, womit man den achten und letzten Platz im Turnier belegte. 
Von Nationaltrainer Craig Ramsay wurde Boris Sádecký im Jahr 2017 für den Deutschland Cup nominiert. Bei der ersten von drei Partien, welche man mit 2:1 gegen die USA gewinnen konnte, kam er zu seinen ersten und einzigen Einsatz im Trikot der slowakischen Eishockeynationalmannschaft. Boris Sádecký und seine Mannschaft beendeten den Deutschland Cup 2017 hinter der russischen Nationalmannschaft auf den zweiten Platz.

## Tod
Am 30. Oktober 2021 trat Boris Sádecký mit den Bratislava Capitals zum Auswärtsspiel gegen die Dornbirn Bulldogs an. Während des Spiels brach er mit einem Herzstillstand zusammen, wurde noch auf dem Eis reanimiert und starb im Alter von nur 24 Jahren am 3. November 2021 im Krankenhaus. Zwei Tage nach seinem Tod nahm sich Dušan Pašek junior, der General Manager der Bratislava Capitals, das Leben. In seinem Abschiedsbrief übernahm er die Verantwortung für den Tod von Boris Sádecký, weil er ihn zum Spielen gedrängt habe, obwohl Boris Sádecký seit Saisonbeginn über Unwohlsein geklagt hatte. In den Nachuntersuchungen zu Boris Sádeckýs Tod wurde eine Herzmuskelentzündung diagnostiziert. Als Folge der beiden Todesfälle zog sich der Verein Bratislava Capitals für die restliche Spielzeit der Saison 2021/22 aus dem Ligabetrieb zurück.

## Familiäres
Boris Sádecký Cousine Rebeka Sádecká spielt ebenfalls Eishockey.